# Captain Beyond (альбом)
| Оценки критиков | Оценки критиков |
| Источник        | Оценка          |
| --------------- | --------------- |
| Allmusic        | [ 1 ]           |

Captain Beyond — одноимённый дебютный студийный альбом Captain Beyond — супергруппы, основанной бывшими участниками Deep Purple, Iron Butterfly и аккомпанирующих групп Джонни Винтера и Рика Деррингера. Релиз диска состоялся в 1972 году. Альбом посвящён памяти Дуэйна Оллмена.
Основным жанром альбома является хард-рок, но стиль некоторых композиций колеблется в рамках прогрессивного рока, хеви-метала и джаза.
Все песни к альбому были написаны Родом Эвансом и Бобби Колдуэллом, но однако по словам барабанщика Колдуэлла из интервью 2010 года; некоторые песни были сочинены также Ларри Рейнхардтом и Ли Дорманом. Однако из-за имевшихся тогда контрактов, связанных с Iron Butterfly, Дорман и Рейнхардт по юридическим причинам не были указаны на обложке в качестве соавторов песен.

## Список композиций
Слова и музыка всех песен — Бобби Колдуэлл, Ли Дорман, Род Эванс и Ларри Рейнхардт.
| №  | Название                                    | Длительность |
| -- | ------------------------------------------- | ------------ |
| 1. | «Dancing Madly Backwards (on a Sea of Air)» | 4:02         |
| 2. | «Armworth»                                  | 1:52         |
| 3. | «Myopic Void»                               | 3:27         |
| 4. | «Mesmerization Eclipse»                     | 3:48         |
| 5. | «Raging River of Fear»                      | 3:47         |

| №  | Название                                                 | Длительность |
| -- | -------------------------------------------------------- | ------------ |
| 1. | «Thousand Days of Yesterdays (Intro)»                    | 1:47         |
| 2. | «Frozen Over»                                            | 3:15         |
| 3. | «Thousand Days of Yesterdays (Time Since Come and Gone)» | 3:59         |
| 4. | «I Can’t Feel Nothin’ (Part 1)»                          | 3:06         |
| 5. | «As the Moon Speaks (to the Waves of the Sea)»           | 1:27         |
| 6. | «Astral Lady»                                            | 0:58         |
| 7. | «As the Moon Speaks (Return)»                            | 1:56         |
| 8. | «I Can’t Feel Nothin’ (Part 2)»                          | 1:45         |

## Позиции в чартах
| Год  | Страна | Позиция |
| ---- | ------ | ------- |
| 1972 | США    | 134     |

## Участники записи
- Род Эванс — ведущий вокал
- Ларри «Рино» Рейнхардт — гитары
- Ли Дорман — бас-гитара, бэк-вокал, фортепиано, орган Хаммонда
- Бобби Колдуэлл — ударные, бэк-вокал, перкуссия, орган Хаммонда, колокольчики, вибрафон